# Agnès Busquets
Agnès Busquets Tarrasa, född 3 november 1976 i Tarragona, är en katalansk (spansk) skådespelare och författare. Hon är kanske mest känd för sina återkommande imitationer av Ada Colau, Soraya Sáenz de Santamaría med flera i det katalanska humorprogrammet Polònia.

## Biografi
Agnès Busquets studerade till skådespelare på Institut del Teatre (i Terrassa), där hon tog examen 1998. Busquets inledde sin yrkesbana på Col-lectiu de Teatre Necessari Trono Villegas, och senare på Cia. Menudos under ledning av Pau Miró. Därefter har hon samarbetat med och deltagit i en mängd olika teateruppsättningar med regi av Ramón Simó, Joan Anguera, Sílvia Sanfeliu och Elena Espejo.
Busquests syntes första gången på TV som programledare för El Club Súper3, på det regionala TV-bolagets barnkanal Súper3. Senare har hon bland annat presenterat den engelskspråkiga tävlingen Play, vid sidan av diverse produktioner hos El Terrat som Malalts de tele, La Cosa Nostra och Set de notícies. 
På senare år har Agnès Busquets mest varit aktiv med olika program hos produktionsbolaget Minoria Absoluta, inklusive Polònia (från 2006) och Crackòvia – båda sända hos katalanska TV3. Där har hon gjort återkommande imitationer av folk som restauratören Carme Ruscalleda, programledaren Mònica Terribas, Spaniens tidigare vice premiärminister Soraya Sáenz de Santamaría, landets drottning Letizia, staden Barcelonas borgmästare Ada Colau samt katalanska regionpolitiker som Neus Munté och Elsa Artadi. I radiosammanhang har hon bland annat medverkat i programmet La tribu de Catalunya Ràdio på Catalunya Ràdio.
Agnès Busquets är sedan 2009 gift med den katalanska journalisten och skådespelaren Roger de Gràcia. Paret har en son. Årt 2006/2007 medverkade paret i sketcher med Ferran Adrià (spelad av Cesc Casanovas) – "världens bäste kock"; de Gràcia spelade först rollen som assistenten "Mindundi", senare ersatt av Busquets i rollen som restauratören Carme Ruscalleda.
2012 debuterade Agnès Busquets som författare. I Mare en pràctiques ('Mamma i praktiken') presenterade hon i delvis humoristiska ordalag en mängd erfarenheter från sitt liv som småbarnsförälder.